# Altaria (hudební skupina)
Altaria je finská power metalová skupina, která vznikla roku 2000.

## Členové
- Marco Luponero - vokalista, který v kapele také hraje na bassovou kytaru, se ke skupině připojil až roku 2007 a působí v ní dodnes.
- Juha-Pekka "J-P" Alanen - kytarista je členem skupiny od roku 2005.
- Petri Aho - Druhý kytarista, byl členem skupiny v roce 2004, poté kapelu opustil a vrátil se až v roce 2006.
- Tony Smedjebacka - bubeník. Jediný původní člen kapely.

Členové kapely nikde neuvádí svá data narození.

## Studiová alba
- Invitation (2003)
- Divinity (2004)
- The Fallen Empire (2006)
- Unholy (2009)
- Wisdom (2022)